# Live (álbum de Apocalyptica)
Live es el primer álbum en vivo, en formato DVD, de la banda finlandesa Apocalyptica. Contiene el concierto completo grabado en Múnich (Alemania), el 24 de octubre de 2000.

## Lista de temas
Concierto
1. "For Whom the Bell Tolls" - 6:00
2. "M.B." - 2:07
3. "Creeping Death" - 4:21
4. "Nothing Else Matters" - 5:39
5. "Harmageddon" - 5:46
6. "Fight Fire With Fire" - 3:13
7. "One" - 8:05
8. "Pray!" - 4:25
9. "Struggle" - 4:16
10. "Romance" - 3:45
11. "Refuse/Resist" - 4:27
12. "The Unforgiven" - 5:50
13. "Inquisition Symphony" - 5:31
14. "Master of Puppets" - 9:07
15. "Path" - 2:38
16. "Enter Sandman" - 4:53
17. "The Hall of the Mountain King" - 7:16

Vídeos
1. "Path - 3:07
2. "Path Vol. 2" (con Sandra Nasić) - 3:25
3. "Harmageddon" - 3:59
4. "Nothing Else Matters" - 3:29
5. "Enter Sandman" - 3:37
6. "The Unforgiven" - 4:04
7. "Little Drummerboy" - 5:00

Extras
1. Discografía
2. Fotografías
3. Biografía

## Personal
- Eicca Toppinen - Chelo.
- Paavo Lötjönen - Chelo.
- Perttu Kivilaakso - Chelo.
- Max Lilja - Chelo.